# شادترین دختر
«شادترین دختر» (انگلیسی: The Happiest Girl) ترانه‌ای از گروه دخترانه اهل کره جنوبی بلک‌پینک و ششمین قطعه از دومین آلبوم استودیویی گروه به نام صورتی زاده‌شده است که در ۱۶ سپتامبر ۲۰۲۲ توسط وای‌جی انترتینمنت و اینترسکوپ رکوردز منتشر شد.